# Ochrosia
Ochrosia is een geslacht uit de maagdenpalmfamilie (Apocynaceae). De soorten komen voor in een gebied van de Indische Oceaan tot in het Pacifisch gebied.

## Soorten
- Ochrosia ackeringae (Teijsm. & Binn.) Miq.
- Ochrosia acuminata Trimen ex Valeton
- Ochrosia alyxioides Guillaumin
- Ochrosia apoensis Elmer
- Ochrosia balansae (Guillaumin) Baill. ex Guillaumin
- Ochrosia basistamina Hendrian
- Ochrosia bodenheimarum Guillaumin
- Ochrosia borbonica J.F.Gmel.
- Ochrosia brevituba Boiteau
- Ochrosia brownii (Fosberg & Sachet) Lorence & Butaud
- Ochrosia citrodora K.Schum. & Lauterb.
- Ochrosia coccinea (Teijsm. & Binn.) Miq.
- Ochrosia compta K.Schum.
- Ochrosia elliptica Labill.
- Ochrosia fatuhivensis Fosberg & Sachet
- Ochrosia ficifolia (S.Moore) Markgr.
- Ochrosia glomerata (Blume) F.Muell.
- Ochrosia grandiflora Boiteau
- Ochrosia haleakalae H.St.John
- Ochrosia hexandra Koidz.
- Ochrosia inventorum L.Allorge
- Ochrosia iwasakiana (Koidz.) Koidz. ex Masam.
- Ochrosia kauaiensis H.St.John
- Ochrosia kilaueaensis H.St.John
- Ochrosia kilneri F.Muell.
- Ochrosia lifuana Guillaumin
- Ochrosia mariannensis A.DC.
- Ochrosia miana Baill. ex Guillaumin
- Ochrosia minima (Markgr.) Fosberg & Boiteau
- Ochrosia moorei (F.Muell.) Benth.
- Ochrosia mulsantii Montrouz.
- Ochrosia nakaiana (Koidz.) Koidz. ex H.Hara
- Ochrosia newelliana F.M.Bailey
- Ochrosia novocaledonica Däniker
- Ochrosia oppositifolia (Lam.) K.Schum.
- Ochrosia poweri F.M.Bailey
- Ochrosia sciadophylla Markgr.
- Ochrosia sevenetii Boiteau
- Ochrosia silvatica Däniker
- Ochrosia solomonensis (Merr. & L.M.Perry) Fosberg & Boiteau
- Ochrosia syncarpa Markgr.
- Ochrosia tenimberensis Markgr.
- Ochrosia thiollierei Montrouz.
- Ochrosia vitiensis (Markgr.) Pichon

Aganonerion · 
Acokanthera · 
Adenium · 
Aganosma · 
Allamanda · 
Alstonia · 
Alyxia · 
Amalocalyx · 
Anodendron · 
Apocynum .
Asclepias · 
Baharuia · 
Baissea · 
Beaumontia ·
Caralluma · 
Carissa · 
Catharanthus · 
Cerbera · 
Ceropegia (lantaarnplanten) · 
Chonemorpha · 
Cleghornia · 
Cynanchum · 
Dewevrella ·
Dischidia ·
Ditassa  ·
Echites · 
Elytropus · 
Epigynum · 
Eucorymbia · 
Forsteronia · 
Hoodia · 
Hoya · 
Hylaea · 
Huernia · 
Ichnocarpus · 
Ixodonerium · 
Kopsia · 
Landolphia · 
Lhotzkyella · 
Macroditassa · 
Mandevilla · 
Manothrix · 
Margaretta · 
Marsdenia · 
Matelea · 
Melinia ·
Melodinus  · 
Merrillanthus · 
Metaplexis · 
Metastelma · 
Microdactylon · 
Microloma · 
Miraglossum · 
Mitostigma · 
Morrenia · 
Motandra · 
Nautonia · 
Neoschumannia · 
Nephradenia · 
Notechidnopsis · 
Odontadenia · 
Odontanthera · 
Oncinema · 
Oncostemma · 
Ophionella · 
Orbea · 
Orbeanthus · 
Orbeopsis · 
Orthanthera · 
Orthosia · 
Oxypetalum · 
Oxystelma · 
Pachycarpus · 
Pachycymbium · 
Pachypodium · 
Papuechites · 
Parameria · 
Parapodium · 
Parepigynum · 
Parsonsia · 
Pectinaria · 
Pentacyphus · 
Pentarrhinum · 
Pentasachme · 
Pentastelma · 
Pentatropis · 
Peplonia · 
Pergularia · 
Periglossum · 
Petopentia · 
Pherotrichis · 
Philibertia · 
Piaranthus · 
Pleurostelma · 
Plumeria · 
Pseudolithos · 
Quaqua · 
Quisumbingia · 
Raphistemma · 
Raphionacme · 
Rauvolfia · 
Rhyncharrhena · 
Rhyssolobium · 
Rhyssostelma · 
Rhytidocaulon · 
Riocreuxia · 
Rojasia · 
Sarcolobus ·
Sarcostemma · 
Schistogyne · 
Schistonema · 
Schubertia · 
Secamone · 
Secamonopsis · 
Seutera · 
Sindechites · 
Sisyranthus · 
Solenostemma · 
Sphaerocodon · 
Stapelia · 
Stapelianthus · 
Stapeliopsis · 
Stathmostelma · 
Stenomeria · 
Stenostelma · 
Stigmatorhynchus · 
Schizozygia · 
Tacazzea · 
Tectiphiala · 
Trachelospermum · 
Urceola · 
Vallariopsis · 
Vinca (maagdenpalm) · 
Vincetoxicum (engbloem)